# Craig Bryson
Craig James Bryson est un footballeur international écossais, né le 6 novembre 1986 à Rutherglen en Écosse.

## Biographie
Le 9 juin 2011, Bryson signe dans un club anglais de deuxième division, Derby County, ce qui constitue, à 24 ans, sa première expérience à l'étranger.
Le 31 août 2017, il est prêté à Cardiff City.
Le 18 septembre 2020, il rejoint St Johnstone.

## Carrière
- 2003-2007 :  Clyde FC
- 2007-2011 :  Kilmarnock FC
- 2011- :  Derby County[2],[3],[4]

## Palmarès

### En club
- Cardiff City
  - Vice-champion de l'EFL Championship (D2) en 2018.
- St Johnstone
  - Vainqueur de la Coupe d'Écosse en 2021

### Distinctions personnelles
- 2014 Membre de l'équipe type de Football League Championship en 2014.